# Binitarianizm
Binitarianizm (łac. neologizm: podwójny w znaczeniu technicznym jako dwuosobowy) – określenie zawartych w Nowym Testamencie krótkich wyznań wiary (np. 1 Tm 2,5-6; Rz 4,24; 2 Kor 4,14), w których jest wymienione tylko imię Ojca i Syna. Wyrażenia te występują w Nowym Testamencie obok formuł trynitarnych (np. Mt 28,19; 2 Kor 13,13). 
Binitarianizm oznaczać też może odmawianie bóstwa Duchowi Świętemu i przyjmowanie istnienia tylko dwóch osób boskich: Ojca i Syna. 